# Mohamed Amine Ouadahi
Mohamed Amine Ouadahi est un boxeur algérien né le 8 juillet 1987.

## Carrière
Champion d'Afrique à Yaoundé en 2011 dans la catégorie poids coqs, sa carrière amateur est également marquée par une médaille de bronze aux Jeux méditerranéens de Pescara en 2009 en poids plumes.

### Jeux olympiques
- Qualifié pour les Jeux de 2012 à Londres, Angleterre
- Quart de finaliste aux  Jeux de 2012 à Londres, Angleterre battu par Satoshi Shimizu

### Championnats d'Afrique de boxe amateur
- Médaille d'or en -56 kg en 2011 à Yaoundé, Cameroun

### Jeux méditerranéens
- Médaille de bronze en -57 kg en 2009 à Pescara, Italie
- Médaille de bronze en -60 kg en 2013  à Mersin,  Turquie

### Jeux panarabes
- Médaille d'or en -54 kg en 2007 au Caire,  Égypte